# 卵胞藻目
卵胞藻目（学名：Oocystales）为共球藻纲的一个目。本目原为小球藻目（Chlorellales）的卵胞藻科（Oocystaceae），現已獨立出來成為共球藻綱之下一目。

## 下级分类
本目包括以下科：
- Enemosphaeraceae
- 卵胞藻科 Oocystaceae Bohlin, 1901，也称卵囊藻科。[1]